# William Kennedy (esploratore)
William Kennedy (1814 – Saint Andrews, 1890) è stato un esploratore canadese.
Durante una spedizione artica alla ricerca di John Franklin (1852), scoprì lo stretto di Bellot, che chiamò così in onore del suo secondo Joseph René Bellot che lo aveva avvistato per primo.